# Luis Fuste
Luis Fuste (ur. 19 maja 1985) – kubański zapaśnik walczący w stylu klasycznym. Złoty medal mistrzostw panamerykańskich w 2005 roku.